# Molótxne (Simferòpol)
|  | Per a altres significats, vegeu «Molótxne». |

Molótxne (en (ucraïnès): Молочне, en rus: Молочное, Molótxnoie) és un poble de la República Autònoma de Crimea, a Ucraïna, que el 2014 tenia 330 habitants. Pertany al districte de Simferòpol.